# Breg (Chorwacja)
Breg – wieś w Chorwacji, w żupanii istryjskiej, w mieście Labin. W 2011 roku liczyła 39 mieszkańców.